# Lôrensô Chu Văn Minh
Lôrensô Chu Văn Minh (27 tháng 12 năm 1943 – 4 tháng 8 năm 2025) là một giám mục người Việt Nam thuộc Giáo hội Công giáo Rôma. Ông từng đảm nhiệm vai trò giám mục phụ tá của Tổng giáo phận Hà Nội (2008–2019) và Giám đốc Đại chủng viện Thánh Giuse Hà Nội (2005–2019). Ngoài ngôn ngữ mẹ đẻ là tiếng Việt, ông còn có khả năng giao tiếp bằng tiếng Anh, tiếng Pháp và tiếng Latinh.
Sinh trưởng trong một gia đình có thân phụ làm lương y nổi tiếng tại Nam Định, giám mục Chu Văn Minh theo học tại Tiểu chủng viện từ nhỏ, tuy ban đầu không có ý định tu học. Theo tu học cách âm thầm trong năm tháng chiến tranh song song bằng kiếm sống bằng nghề cắt tóc trong hơn 20 năm, chủng sinh Minh không rời bỏ con đường tu trì.
Năm 1992, chính sách tôn giáo của Việt Nam trở nên thông thoáng hơn, chủng sinh Chu Văn Minh, vốn đã hoàn thành chương trình tu học năm 1967, được về Đại chủng viện Hà Nội học tập thêm hai năm trước khi được truyền chức linh mục bởi Tổng giám mục đô thành Phaolô Giuse Phạm Đình Tụng vào năm 1994. Linh mục Minh du học Rôma trong 5 năm và đậu văn bằng Tiến sĩ Thần học tại Đại học Giáo hoàng Urbaniana, Roma. Về Việt Nam, ông tham gia chủng viện, thăng tiến dần lên chức Phó Giám đốc (năm 2003) rồi Giám đốc (năm 2005).
Dưới thời kỳ Tổng giám mục Giuse Ngô Quang Kiệt, linh mục Chu Văn Minh được bổ nhiệm làm Giám mục Phụ tá Hà Nội, vào ngày 15 tháng 10 năm 2008. Lễ tấn phong cho Tân giám mục được cử hành sau đó vào ngày 5 tháng 12 cùng năm. Ông đã chính thức rời khỏi vai trò này vào cuối tháng 1 năm 2019.

## Thân thế và tu tập
Lôrensô Chu Văn Minh sinh ngày 27 tháng 12 năm 1943 tại Nam Định, trong một gia đình danh giá và không thiếu thốn về vật chất. Thân phụ ông là lương y nổi tiếng, được quốc trưởng Bảo Đại cấp bằng Nam Bắc Dược Sư, qua đời năm 1980, ngoài công việc này còn đảm trách vai trò chánh trương giáo xứ. Trong thời kỳ giáo dục phổ thông nhà nước dạy văn hóa đồng thời cũng dạy học thuyết Mác-xít, cha ông quan ngại rằng các con học theo học thuyết vô thần, dẫn đến rời bỏ đạo nên gửi cả ba đứa con của ông gồm hai người con trai là Chu Văn Minh và một người anh của cậu vào tiểu chủng viện và một người con gái là em gái cậu vào Đan viện Thánh Mẫu. Sau này, chỉ còn cậu Minh tiếp tục và hoàn thành con đường tu trì. Ban đầu cậu bé Minh theo học tại Tiểu chủng viện để học văn hóa theo ý cha mình, không có mục đích tu trì, nhưng sau đó dần có cảm nghiệm vào đi theo con đường tu tập.
Lúc mới 13 tuổi, cậu bé Chu Văn Minh đến Hà Nội và trong khoảng thời gian từ năm 1956 đến năm 1960, đã học tại Tiểu chủng viện thánh Gioan Hà Nội. Chủng sinh Minh rời Chủng viện vào năm 1960, vì hoàn cảnh chủng viện đóng cửa do Ban Giám đốc Chủng viện không đồng ý việc giáo viên của Nhà nước tham gia giảng dạy tại chủng viện.(1:20) Tại đây, các chủng sinh thuộc miền Nam Định được phân ra làm hai, lớp nhỏ gồm bốn người được linh mục Phaolô Lê Đắc Trọng, nguyên hiệu trưởng trường Lê Bảo Tịnh dạy bảo và lớp lớn bốn người học với linh mục Đinh Lưu Nhân, nguyên Giám đốc Chủng viện Piô. Giám mục Minh thuộc nhóm bốn chủng sinh lớn tuổi, theo học với linh mục Nhân về triết học và thần học mỗi tuần ba buổi từ năm 1961 đến năm 1967. Nhóm bốn chủng sinh này sau hai năm đầu chỉ còn hai. Việc học của nhóm hai chủng sinh còn lại kết thúc khi linh mục Nhân bị trúng bom máy bay Mỹ qua đời tháng 3 năm 1967. Khi linh mục này qua đời, nhóm hai chủng sinh cũng đã gần như hoàn tất chương trình đào tạo. Linh mục Lê Đắc Trọng cũng chính là nghĩa phụ của chủng sinh Chu Văn Minh.
Ngoài việc học tập chương trình tu học cách kín đáo, các chủng sinh tiếp tục lao động kiếm sống. Do có cha thuộc vào diện tư sản và theo học trường đào tạo linh mục, nên chủng sinh Chu Văn Minh không được bất cứ cơ quan nào nhận vào làm việc. Cậu Minh quyết định hành nghề cắt tóc. Suốt 20 năm hành nghề từ năm 1960 đến 1980, trong 16 năm đầu tiên, tuy có đóng thuế đầy đủ, song chủng sinh Minh không được cấp giấy phép kinh doanh. Vì không được chính thức công nhận nên cậu thường bị xua đuổi, nơi hành nghề không ổn định. Bốn năm cuối, ông chính thức công nhận là xã viên cắt tóc và được cấp giấy kinh doanh hành nghề, vào làm việc trong một cửa hàng phục vụ trong nhà. Cậu cũng từng ngỏ ý nhờ con thiêng liêng của Hồng y Giuse Maria Trịnh Văn Căn, cậu Giuse Đặng Đức Ngân, tìm kiếm máy dệt len và học cách dệt để tiếp tục kiếm sống do việc cắt tóc có khi không đủ sống.(5:52) Cậu đã sinh sống cùng với gia đình và hỗ trợ mục vụ tại Giáo xứ Nam Định kể từ năm 1960 đến năm 1992.
Trong thời kỳ khó khăn và hành nghề cắt tóc, giám mục tương lai Chu Văn Minh còn có sở thích đọc sách, ông tìm đọc sách nhiều loại sách thuộc nhiều chủ đề mà ông đánh giá là ích lợi cho đời sống linh mục, vốn khi đó không được cho phép có nhiều người hỗ trợ công việc mục vụ. Hành nghề cắt tóc, ông cũng có dịp tiếp xúc nhiều loại người trong xã hội, và có vốn hiểu biết nhiều hơn về họ. Chính quyền Việt Nam hỗ trợ cho các Tổng giám mục Hà Nội thỉnh thoảng có các đợt truyền chức từ các thầy giảng lâu năm và cựu chủng sinh Gioan về học ít thời gian rồi thụ phong linh mục. Việc truyền chức cũng lưu ý tránh chọn các chủng sinh cũ, lâu năm vì ảnh hưởng của các thừa sai Pháp. Nhà nước Việt Nam đã tuyên bố cách thẳng thắn với nhóm của chủng sinh Chu Văn Minh rằng không bao giờ cho họ thụ phong linh mục.

## Linh mục
Tất cả các chủng sinh cuối cùng của chủng viện Gioan cũ còn lại 6 người. Trong đó nhiều người bị tù giam vì chí hướng làm linh mục. Sau khi Liên Xô sụp đổ, chính sách tôn giáo của Việt Nam đổi mới, sáu cựu chủng sinh này được đưa vào thụ huấn hai năm tại  Đại chủng viện thánh Giuse Hà nội. Lôrensô Chu Văn Minh được thụ phong linh mục vào ngày 10 tháng 6 năm 1994 tại Nhà thờ chính tòa Hà Nội, với vị chủ sự là Tổng giám mục [đô thành] Tổng giáo phận Hà Nội Phaolô Giuse Phạm Đình Tụng, nguyên Giám đốc Tiểu Chủng viện Thánh Gioan xưa. Buổi lễ truyền chức đầy cảm xúc khi lứa chủng sinh xưa được truyền chức linh mục sau nhiều năm đợi chờ. Có tất cả bốn tân linh mục được truyền chức trong ngày này.
Sau khi được thụ phong linh mục, tân linh mục Lôrensô được Tổng giám mục Phaolô Giuse Phạm Đình Tụng bổ nhiệm về giữ chức vụ linh mục phó giáo xứ Nam Định, ông giữ chức vụ này đến năm 1995. Sau đó, từ năm 1995 đến năm 2000, ông đi du Học tại Đại học Giáo hoàng Urbaniana, Rôma và tốt nghiệp bằng Tiến sĩ thần học tín lý với luận văn có chủ đề: Đối thoại giữa người Công Giáo và Phật Giáo: dưới ánh sáng giáo huấn của Hội Thánh về đối thoại liên tôn (Dialogo tra cattolici e budhisti: alla luce dell'insegnamento della Chiesa sul dialogo interreligioso). Tại Rôma, ông là bạn học cùng với linh mục Stêphanô Tri Bửu Thiên và Giuse Đặng Đức Ngân, sau là giám mục.
Ngày 2 tháng 9 năm 2001, linh mục Minh được bổ nhiệm làm Giáo sư Đại chủng viện Thánh Giuse Hà Nội. Đến ngày 26 tháng 2 năm 2002, ông trở thành thành viên Hội đồng Tư vấn của Tổng giáo phận Hà Nội. Ngày 15 tháng 10 cùng năm, ông được bổ nhiệm làm Giám học Đại chủng viện Thánh Giuse Hà Nội, nơi đào tạo linh mục cho các tỉnh miền Bắc Việt Nam.
Ngày 4 tháng 8 năm 2003, linh mục Chu Văn Minh được chọn giữ chức Phó giám đốc thường trực Đại chủng viện Thánh Giuse Hà Nội. Hai năm sau đó, ngày 1 tháng 8 năm 2005, ông tiếp tục được bổ nhiệm làm Giám đốc Đại chủng viện này.

## Giám mục
Ngày 15 tháng 10 năm 2008, ở tuổi 65, linh mục Lôrensô Chu Văn Minh được giáo hoàng Biển Đức XVI bổ nhiệm làm Giám mục phụ tá giáo phận Hà Nội. Cùng trong đợt bổ nhiệm này, Tòa Thánh cũng bổ nhiệm Tân giám mục Phụ tá Tổng giáo phận Thành phố Hồ Chí Minh Phêrô Nguyễn Văn Khảm. Tân giám mục Minh đồng thời đảm nhận chức danh giám mục hiệu tòa Thinisa in Numidia. Thư của Tòa Giám mục Hà Nội do Tổng giám mục Kiệt ấn kí đề ngày 18 tháng 10 loan báo cho giáo dân Tổng giáo phận Hà Nội biết tin này. Giám mục Kiệt cho rằng: Tình thương yêu chăm sóc của Chúa một lần nữa được biểu lộ qua việc Tòa Thánh bổ nhiệm cha Lôrensô làm Giám mục Phụ tá Tổng Giáo phận Hà Nội.
Lễ Tấn phong giám mục cho giám mục tân cử Chu Văn Minh được cử hành vào ngày 5 tháng 12 năm 2008 tại Nhà thờ Quảng Trường Nam Định, với vị chủ sự và chủ phong là Tổng giám mục Hà Nội Giuse Ngô Quang Kiệt; và hai vị phụ phong gồm Tổng giám mục [đô thành] Tổng giáo phận Huế Stêphanô Nguyễn Như Thể và nguyên giám mục phụ tá Hà Nội Phaolô Lê Đắc Trọng. Giám mục Trọng là nghĩa phụ của tân giám mục. Phụ trách giảng trong lễ tấn phong là Giám mục phó Giáo phận Cần Thơ Stêphanô Tri Bửu Thiên. Giám mục Chu Văn Minh đồng thời giữ chức Tổng đại diện Tổng giáo phận Hà Nội, cho đến khi từ nhiệm vào năm 2019.
Giám mục Chu Văn Minh đã thực hiện chuyến thăm Ad Limina cùng giám mục đoàn Việt Nam. Trong buối tiếp kiến với giáo hoàng Biển Đức XVI, ông đã mang theo kéo và xin giáo hoàng hai sợi tóc.(11:03) Tháng 7 năm 2010, Giám mục Chu Văn Minh dẫn đoàn linh mục Hà Nội đến thăm giáo phận Orange, là giáo phận kết nghĩa với Tổng giáo phận Hà Nội. Tháng 11 năm 2010, Giám mục Minh dẫn đoàn các linh mục Tổng giáo phận Hà Nội đến thăm nguyên tổng giám mục Ngô Quang Kiệt đang dưỡng bệnh tại Đan viện Xitô Thánh mẫu Châu Sơn, tỉnh Ninh Bình. Ông đã đại diện Tổng giám mục Hà Nội Nguyễn Văn Nhơn đón tiếp phái đoàn giáo sĩ từ Giáo phận Orange, Hoa Kỳ đến thăm Tổng giáo phận Hà Nội vào tháng 2 năm 2015 và đã cùng đồng tế lễ với Giám mục Kevin Vann tại Nhà thờ chính tòa Hà Nội.
Tháng 2 năm 2018, cùng với các giám mục Việt Nam đương nhiệm, Giám mục Chu Văn Minh tham dự cuộc viếng thăm Ad Limina của Giám mục đoàn Việt Nam đến Tòa Thánh. Ông đã có dịp gặp giáo hoàng vào ngày 5 tháng 3 cùng năm. Ông đã đồng ký tên với Hồng y Phêrô Nguyễn Văn Nhơn, Tổng giám mục Hà Nội để kiến nghị đến chính quyền Hà Nội và phản đối việc xây dựng trên đất số 29 Nhà Chung, vốn theo họ là thuộc sở hữu của Tòa Tổng giám mục Hà Nội. Ngày 6 tháng 12 năm 2018, giám mục Minh đã cử hành lễ đồng tế cùng nguyên giám mục Giáo phận Phát Diệm cùng đông đảo linh mục của Tổng giáo phận Hà Nội nhằm kỷ niệm 10 năm chịu chức Giám mục. Tham dự lễ tạ ơn này có Hồng y Phêrô Nguyễn Văn Nhơn, nguyên Tổng giám mục đô thành Hà Nội cùng đông đảo chủng sinh, tu sĩ và giáo dân.
Ngày 26 tháng 1 năm 2019, Giáo hoàng Phanxicô đã chấp thuận đơn từ nhiệm của Giám mục Minh. Ngày 1 tháng 6 năm 2019, Tổng giám mục Giuse Vũ Văn Thiên tham gia lễ bế giảng Khoa Thần học tại Đại chủng viện Thánh Giuse Hà Nội. Nhân dịp này, giám mục Thiên bổ nhiệm Ban giám đốc mới của Đại chủng viện, kế nhiệm giám mục Chu Văn Minh. Cụ thể, linh mục Brunô Phạm Bá Quế làm Giám đốc và linh mục Giuse Nguyễn Văn Diễm làm phó Giám đốc. Tân linh mục tổng đại diện kế nhiệm là Antôn Nguyễn Văn Thắng, chính thức nhận nhiệm vụ ngày 9 tháng 3 năm 2019.
Sau khi hồi hưu, Giám mục Chu Văn Minh tiếp tục giảng dạy tại Đại chủng viện Thánh Giuse Hà Nội, cùng giảng dạy tại các hội dòng, trong đó có dòng Mến Thánh Giá Hà Nội. Ông giảng dạy các môn học và Nhân bản và Tâm lý.(6:37)

## Qua đời
Sức khỏe Giám mục Chu Văn Minh suy yếu, Giám mục phụ tá Giuse Vũ Công Viện và linh mục Quản lý Tổng giáo phận đã đưa Giám mục Minh đi thăm khám, và ngay trong ngày, Giám mục Minh đã phải đưa đi phẫu thuật cấp cứu vì tình trạng bệnh tình là nghiêm trọng.(8:22) Linh mục nghĩa tử của Giám mục Minh bất ngờ vì tình trạng bệnh tình ngày càng trầm trọng hơn.(10:55) Sau gần một tháng điều trị tại bệnh viện, Giám mục Chu Văn Minh được đưa về Tòa Tổng giám mục Hà Nội. Ngày 2 tháng 8 năm 2025, Tòa Tổng giám mục Hà Nội ra thông cáo về tình trạng sức khỏe của Giám mục Chu Văn Minh. Theo thông cáo, sức khỏe của Giám mục Minh đang trong tình trạng suy giảm mạnh và đang được đội ngũ y tế chăm sóc. Thông cáo kêu gọi giáo dân cầu nguyện cho Giám mục Minh trong tình hình khó khăn này. Sau khi trở về từ bệnh viện, Giám mục Minh tiếp tục trị bệnh được thêm hai ngày tại Tòa Tổng giám mục. Ngày 5 tháng 8, Tòa Tổng giám mục Hà Nội phát đi thông cáo, cáo phó, loan tin Giám mục Chu Văn Minh qua đời tại Tòa Tổng giám mục Hà Nội vào lúc 23 giờ ngày 4 tháng 8 năm 2025. Theo thông cáo, nghi thức tẫn liệm và phát tang, di chuyển thi hài đến Nhà thờ chính tòa Hà Nội sẽ diễn ra vào sáng ngày 5 tháng 8. Cũng theo thông cáo, lễ an táng cố giám mục được cử hành sáng ngày 7 tháng 8, trong khi thi hài của ông sẽ được chôn cất tại Nhà thờ Nam Định quê hương ông.
Sáng ngày 5 tháng 8 năm 2025, Giám mục Giuse Vũ Công Viện đã chủ sự nghi thức tẫn liệm tại Hội trường Nhà Các Thánh Tử Đạo và cử hành lễ đưa chân tại Nhà thờ chính tòa Hà Nội. Trong ngày viếng này, các đoàn Công giáo như các giáo hạt Chính Tòa, Thanh Oai, Phủ Lý, Lý Nhân, Tổng giám mục Ngô Quang Kiệt và các thầy từ Đan viện Châu Sơn, giáo xứ Nam Định đã cử hành các lễ cầu nguyện cho cố giám mục. Nhiều đoàn thể, dòng tu đã đến viếng thi hài và cầu nguyện. Về phía chính quyền các cấp, các đại diện phường Hoàn Kiếm, Cửa Nam, thành phố Hà Nội, Bộ Dân Tộc và Tôn giáo cùng Ban Tôn giáo Chính phủ, Cục An Ninh nội địa-Bộ Công an đã đến viếng thi hài cố giám mục trong cùng ngày. Các đoàn thể Công giáo trong và ngoài Tổng giáo phận Hà Nội và các dòng tu tiếp tục viếng thi hài, cầu nguyện và cử hành thánh lễ Công giáo để cầu nguyện cho cố giám mục trong ngày 6 tháng 8. Đại diện Tòa Thánh tại Việt Nam, Tổng giám mục Marek Zalewski đã đến viếng trong chiều cùng ngày. Ngoài các tín đồ Công giáo, đại diện Tổ Đình Linh Quang - Chùa Bà Đá, Uỷ ban Mặt trận Tổ quốc Thành phố Hà Nội, các đoàn thuộc các cơ quan công quyền tỉnh Ninh Bình và thành phố Hà Nội, Uỷ ban Trung ương Mặt trận Tổ quốc Việt Nam đã đến viếng.
Rạng sáng ngày 8 tháng 5, linh mục nghĩa tử Antôn Phạm Văn Dũng, quản hạt Lý Nhân đã cử hành lễ cầu nguyện cho cố giám mục Chu Văn Minh. Tổng giám mục Hà Nội Giuse Vũ Văn Thiên chủ sự lễ an táng cố giám mục. Đồng tế có một số giám mục thuộc Hội đồng Giám mục Việt Nam, các linh mục trong và ngoài Tổng giáo phận Hà Nội. Nghi thức phó dâng và từ biệt do Giám mục Vũ Công Viện chủ sự. Sau lễ an táng, thi hài cố giám mục được di chuyển về nhà thờ giáo xứ Nam Định và chôn cất dưới chân tượng đài Đức Mẹ của giáo xứ. Phần mộ của Giám mục Minh đặt cạnh mộ phần Giám mục nghĩa phụ Phaolô Lê Đắc Trọng và linh mục chính xứ tiên khởi Phêrô Nguyễn Đình Nghiêm.

## Huy hiệu giám mục
Giám mục Lôrensô Chu Văn Minh đã lý giải về ý nghĩa huy hiệu giám mục của mình như sau: Hình ảnh trái tim có thập giá ở tâm điểm là biểu hiện cho tình yêu Kitô. Bàn tay tượng trưng cho hành động, việc làm [...] Mũ và Dây tua là biểu tượng của chức Giám mục. Ba màu xanh, nâu, đỏ tượng trưng cho Thiên – Địa – Nhân. Hai gam màu nóng lạnh, tuy tương phản nhưng lại tạo nên một tổng thể hài hòa. Cũng vậy, tinh thần Phục vụ trong Đức ái sẽ nối kết những khác biệt, đối nghịch, cải hóa và canh tân toàn thể xã hội, khiến con người tràn trề sức sống, an bình, tươi vui, hạnh phúc. [...] Bên ngoài là Thánh giá kép được kết bằng cây tre, cành trúc, biểu hiện tính cách Việt Nam. Cây Thánh giá nhỏ biểu hiện thân phận nhỏ bé của con người nương dưới bóng, liên kết chặt chẽ với cây Thánh giá lớn của Đức Giêsu Kitô.

## Tông truyền
Giám mục Lôrensô Chu Văn Minh được tấn phong giám mục năm 2008, thời Giáo hoàng Biển Đức XVI, bởi:
- Chủ phong: Tổng giám mục Giuse Ngô Quang Kiệt, Tổng giám mục đô thành Tổng giáo phận Hà Nội.
- Hai vị Phụ phong: giám mục Phaolô Lê Đắc Trọng, nguyên giám mục phụ tá Tổng giáo phận Hà Nội và Tổng giám mục Stêphanô Nguyễn Như Thể, Tổng giám mục đô thành Tổng giáo phận Huế.

Giám mục Lôrensô Chu Văn Minh là Giám mục Phụ phong cho các giám mục:
- Năm 2010, giám mục Gioan Maria Vũ Tất, hiện đang là nguyên giám mục chính tòa Giáo phận Hưng Hóa.

Dưới đây là sơ đồ tính Tông truyền từ giám mục Việt Nam đầu tiên được giám mục ngoại quốc chủ phong cho đến đời Giám mục Chu Văn Minh.